# Боборыкина, Татьяна Александровна

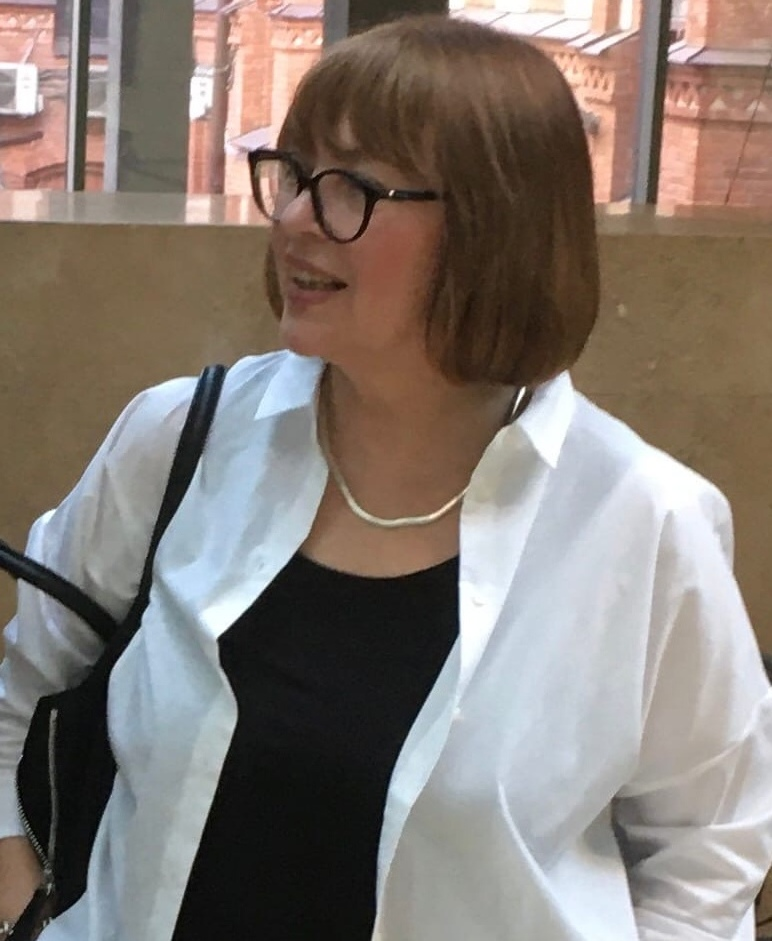
Боборыкина Татьяна Александровна

Татья́на Алекса́ндровна Боборы́кина (р. 26 декабря 1953, Ленинград, СССР) — советский и российский литературовед, искусствовед, переводчик, педагог. Специалист в области английской и русской литературы, диккенсовед, переводчик английской поэзии. Кандидат филологических наук, доцент кафедры междисциплинарных исследований в области языков и литературы факультета свободных искусств и наук Санкт-Петербургского государственного университета и кафедры зарубежной литературы филологического факультета Российского государственного педагогического университета имени А. И. Герцена.

## Биография
Татьяна Боборыкина родилась 26 декабря 1953 года в Ленинграде. В 1970 году окончила ленинградскую школу № 316.
В 1970—1975 годах училась по кафедре английской филологии факультета иностранных языков Ленинградского государственного педагогического института имени А. И. Герцена.
В 1976 году снялась в эпизодической роли в фильме Семёна Арановича «…И другие официальные лица».
Училась в Оксфорде.
Преподавала русскую и английскую литературу в Университете Сегеда (Венгрия), вела курс по русской литературе в американском университете Бард-колледже (США).
Защитила диссертацию на соискание учёной степени кандидата филологических наук по теме «Драматургия Оскара Уайльда».
Доцент кафедры междисциплинарных исследований в области языков и литературы факультета свободных искусств и наук Санкт-Петербургского государственного университета, лауреат факультетской премии «За преподавательское мастерство». Доцент кафедры зарубежной литературы филологического факультета Российского государственного педагогического университета имени А. И. Герцена.
Литературный консультант и переводчик ряда художественных фильмов, в том числе фильмов Александра Сокурова «Скорбное бесчувствие» (1987; по пьесе Бернарда Шоу «Дом, где разбиваются сердца»), «Тихие страницы» (1994; по мотивам романа «Преступление и наказание» Фёдора Достоевского).
Редактор и переводчик английской поэзии.
Автор книги о Диккенсе «Художественный мир рождественских повестей Чарльза Диккенса» на русском (1996) и английском (1997) языках. Автор статей о творчестве Марка Твена, Оскара Уайльда, Уильяма Шекспира, Бернарда Шоу и др.
Автор рецензий на балеты Бориса Эйфмана, статей о кинематографе Александра Сокурова, театре, методиках преподавания в российских и зарубежных изданиях.
Много лет дружит с Борисом Эйфманом.
Дочь Татьяны Боборыкиной, Женя Любич, спустя годы так описывала обстановку родного дома:
На наших праздниках никогда не было разделения на взрослых и детей. Праздник превращался в импровизированный концерт. Все, кто приходил, читали стихи, иногда свои, исполняли песни. Истоки этого — в маминой юности, на всех её праздниках присутствовали родители и, наоборот, на торжества к родителям приходили мамины друзья. В качестве подарков преподносили песни, хореографические композиции, буриме. Ёлку у нас принято ставить 24 декабря, накануне «диккенсовского Рождества» и маминого дня рождения. Кроме семейных событий мы порой отмечаем дни рождения писателей: Уайльда, Пушкина, Шекспира, Достоевского. Однажды мама ставила со студентами спектакль по Мольеру, я тоже играла в нём. А потом все участники пришли к нам домой отметить это событие, и празднование растянулось на три дня.

### Семья
- Родители:
  - Отец — Александр Дмитриевич Боборыкин (1916—1988), советский обществовед, педагог, организатор образования. Профессор, член-корреспондент Академии педагогических наук СССР. Лауреат Государственной премии СССР в области науки и техники (1980, в составе группы авторов; за 16-е издание учебника «Обществоведение», опубликованного в 1978 году). Ректор Ленинградского государственного педагогического института имени А. И. Герцена (1964—1986). Родственник писателя Петра Боборыкина[1][2].
  - Мать — Евгения Ефремовна Боборыкина, советский историк, педагог. Заведующая кафедрой истории КПСС 1-го Ленинградского медицинского института имени академика И. П. Павлова. Среди учеников Евгении Боборыкиной был будущий автор-исполнитель Александр Розенбаум[1].
- Муж — Дмитрий Любич, советский и российский психолог. Возможный родственник Эрнста Любича[3][4].
- Дочь — Женя Любич (р. 1984), российская певица, автор песен[3].

## Театральные проекты
- Совместный театральный проект факультета свободных искусств и наук Санкт-Петербургского государственного университета и Бард колледжа по творчеству Андрея Белого, 2004.
- Экспромт a la Moliere, 2005.
- My name is Will (по сонетам Шекспира), 2006.
- He is a Bard (о Роберте Бернсе), 2007.
- Рождественские сны (по творчеству Диккенса). 2008.
- О чём поет ней (по творчеству Джеллаладина Руми), 2009.
- Два имени (по теме «Философия любви в суфийском искусстве»), 2010.
- Your Devoted Friend (по творчеству Оскара Уайльда), 2011.
- A Dream Within a Dream (по творчеству Эдгара По), 2012.

## Публичные лекции
- Dickens in Russia. CUNY (Нью-Йорк, США), 1 апреля 2008.
- Dickens and Theater. NYIT (Нью-Йорк, США), 8 апреля 2008.
- Лекция о творчестве Дефо. Центр Британской Книги. СПб., 2010, 30 апреля
- Лекция о жизни и творчестве Чарльза Диккенса (к юбилею писателя). РНБ. СПБ, 2012, 6 февраля
- Лекция о творчестве А. Чехова. (в рамках проекта «Вечера русской литературы»). Университет Айдын. Стамбул, 2013, 9 декабря
- Лекция о жизни и творчестве Джеллаладина Руми. Центр Турецкой культуры. СПБ, 2013, 23 декабря
- Лекция "Оскар Уайльд: Парадоксы красоты. Лермонтовская библиотека (Центр британской книги), СПб, октябрь, 2015
- Лекция «Художественный мир Чарльза Диккенса». Лермонтовская библиотека (Центр британской книги), СПб, февраль 2016
- Лекция «Иное пространство слова». Лермонтовская библиотека (Центр британской книги), СПб, 2016, 11 мая.

### Публикации Татьяны Боборыкиной

#### Монографии
- Боборыкина Т. А. Художественный мир рождественских повестей Чарльза Диккенса. — СПб.: Гиппократ, 1996. — 137 с.
- Boborykina Tatiana. The Artistic World of Dickens’s Christmas Books. — St. Petersburg, 1997.
- Боборыкина Татьяна. Иное пространство слова / Boborykina Tatiana. Another Realm for the Word. — СПб.: Галерея печати, 2014, — 222 с.
- Боборыкина Т. А. Балет Бориса Эйфмана. Магический театр танца — СПб.: Редкая книга из Санкт-Петербурга, 2020.  —  530 с. SBN 978-5-6044976-4-7

#### Статьи
- В объятьях собственных страстей // Невское время. 1998, 22 июля.
- «Тяжкий плотный занавес у входа» // Линия. 2001, январь.
- Трагическое движение идей // Балет. 1996.
- Снежные звёзды судьбы // Новые берега. 2005. № 7.
- Boris Eifman’s Theater Enigma. In: Theater and Performance in Eastern Europe: The Changing Scene. Scarecrow Press, 2007.
- Иное пространство слова (о фестивале балетов Эйфмана) // Невское время. 2010, 27 февраля.
- The Art of Boris Eifman. In:The Art of Boris Eifman. Eifman Ballet of St. Petersburg by Souheil Michael Khoury. USA, 2012
- «И в каждом слове будет некий знак». Тексты философской антропологии (статья в сб. «Образ рая: от мифа к утопии»)
- Dickens in Post Soviet Russia. In: Dickens Studies Annual. NY, 2012.
- Современная российская проза (литературная критика) Альманах «Метроном Аптекарского острова» № 4 (13) / 2004.
- The Free Play of the Mind. Свободная игра ума — вступит статья/ Уайльд, Оскар. Парадоксы /Сост., перевод, предисловие Т. А. Боборыкина — СПб: Анима, 2011. — На английском языке с параллельным русским текстом — 310 с., с ил. — ISBN 978-5-905348-01-3
- La Bella Donna Della Mia Mente — вступ. статья /Уайльд, Оскар. Саломея. СПб: Анима, 2011. — На английском языке с параллельным русским текстом — 311 с., с ил. — ISBN 978-5-905348-06-8
- GBS. Джордж Бернард Шоу — вступ. статья/Джордж Бернард Шоу. Изречения. СПб: Анима, 2011. — На английском языке с параллельным русским текстом — 311 с., с ил. — ISBN 978-5-905348-03-7
- Марк Твен/Сэмюэл Лингхорн Клеменс — вступ. статья/ Марк Твен. Афоризмы. СПб: Анима, 2011. — На английском языке с параллельным русским текстом — 311 с., с ил. — ISBN 978-5-905348-05-1
- Терроризм свободы — статья в сб. Уважение к священному: Конфликты современного общества и свобода слова. СПб: РГПУ, 2015. — 128 с. (с. 66—74) — ISBN 978-5-8064-2185-3
- Интертекстуальность пространств: «Ночь нежна» в поэзии, прозе, балете — статья в сб. Диалог и взаимовлияние в межлитературном процессе. СПб, 2015, выпуск 19, (с.  128—132) ISBN 978-5-98709-897-4
- Точки пересечений: Бродский и Диккенс — статья в сб. Актуальные проблемы гуманитарных и естественных наук. М., 2015, № 7 (июль ч. I)
- Достоевский и Ричардсон: крутой поворот сюжета — статья в сб. Актуальные проблемы гуманитарных и естественных наук. М., 2015, № 10 (октябрь часть II)
- «The Actual Problems in Philological Context or the Terrorism of Freedom»/«Актуальные проблемы в контексте филологии» (на английском)// Международный научный журнал «PHILOLOGY» (№ 5, сентябрь), 2016, стр. 12-15 (http://sciphilology.ru/d/1076213/d/philology (недоступная+ссылка) september.pdf; http://sciphilology.ru/archives)
- «Shakespeare or What You Will» / «Шекспир, или все, что угодно» (на английском)// «PHILOLOGY» (№ 6 (6), ноябрь). http://sciphilology.ru/d/1076213/d/philology_no_6_6_november.pdf)
- «Weaving the Motifs and Tunes»/«Связывая нити мелодий» (на английском). International Journal of Humanities and Social Science (IJHSS), vol.6, No10; October 2016, http://www.ijhssnet.com/journal/index/3629
- « The Secret Source of Humor»/ «Тайный источник юмора» (на английском)// Международный научный журнал «PHILOLOGY», № 2 (8), 2017 http://sciphilology.ru/d/1076213/d/philology_no_2_8_march.pdf

### Конференции
- «Новая драма XIX—XX рубежа веков». — Боборыкина Т. А.: «За кулисами сюжета: „новая драма“ на балетном театре». (Александринский театр) 10 нояб, 2013
- "Текст и контекст романа Уайльда 'Портрет Дориана Грея' ". Филологический факультет МГУ— Боборыкина Т. А.: : «Идейный контекст романа — от Шекспира до Достоевского» 21 июня 2013
- Международная конференция по компаративным исследованиям национальных культур «Эдгар По, Шарль Бодлер, Федор Достоевский и феномен национального гения». Боборыкина Т. А: «Реконструкция реконструкции. Эдгар По по Эйзенштейну». СПбГУ, 30 мая 2013
- «Культура русского зарубежья 1990—2010 годов»…— Боборыкина Т. А.: «Русский мотив на экранах и сцене Запада». СПбГУ.5 декабря 2013
- «Достоевский и мировая культура» — Боборыкина Т. А.: «Достоевский и Ричардсон: крутой поворот сюжета». СПб, 10-13 ноября 2015
- «Adaptation and Dance»— Boborykina Tatiana..: «Boris Eifman’s Adaptation of Anna Karenina» — De Montfort University, Leicester, UK (Великобритания), март 2016

### О Татьяне Боборыкиной
- Как я стал человеком. Женя Любич // Собака.ru. — 31 января 2012 года.
- Борис Эйфман представил книгу-альбом «Иное пространство слова» //nowosti7.ru. — Декабрь 10, 2014 года.
- Евгений Онегин и братья Карамазовы в «Ином пространстве слова»// izvestia.ru/news/Известия. — 13 декабря 2014 года
- Boris Eifman spoke at the presentation of a book about his work//The Presidential Library.www.prlib.ru/ — 9 December 2014
- «A different space of word» book to be presented in the Presidential Library. .www.prlib.ru/ — 9nevnov.ru/December 2014
- Информационное агентство Невские новости. 25.02.15 boris-ejfman-vse-moi-balety-rozhdalis-v-mukax-i-stradani
- Город + www.gorod-plus.tv/news/19751.html

## Комментарии
1. ↑  Книга о рождественских повестях Диккенса (на английском языке) The Artistic World of Charles Dickens’s Christmas Books получила положительный
отзыв канадской исследовательницы Рут Глэнси (Ruth Glancy), в котором в частности говорится, что «Диккенс был бы в восторге от этой маленькой книжки»: “But the most wide-raging and perspective reading of the artistry of the five Christmas books to date is provided in an (unfortunately) hard-to-obtain study by the Russian critic Tatiana A. Boborykina. Dickens would have been delighted with this little book, roughly the same size as his first edition Christmas books, with a cover (designed by Boborykina) of stars in a night sky and Daniel Maclise’s “The Spirits of the Bells” from The Chimes. Boborykina’s analysis is informed by an extensive knowledge of European culture, and she is able to make illuminating comparisons between Dickens and the art, music, and literature of the Continent”. (См.: Dickens Studies Annual, Vol. 28, ASA Press, New York, USA, p. 314 – 315).